# Światosław Olegowicz
Światosław Olegowicz (ros. Святослав Ольгович, zm. 1164), książę nowogrodzki (1136–1138) siewierski (1139), białogrodzki (1141–1154) oraz czernihowski (1154–1164). 
Był synem Olega Światosławowicza, księcia czernihowskiego i bratem Wsiewołoda II Olegowicza i Igora II Olegowicza.
W 1108 ożenił się z księżniczką kumańską, córką chana Aepy, z którą miał córkę i syna Olega. W 1136 ożenił się powtórnie z Katarzyną z Nowogrodu, z którą miał syna Igora Światosławowicza.
Kiedy ich starszy brat Wsiewołod, książę kijowski umarł w 1146, następcą został wskazany przez niego brat Igor. Jego rządy były bardzo niepopularne i po niespełna dwóch tygodniach Igor wraz ze Światosławem zostali wypędzeni z Kijowa przez Iziasława Mścisławowicza, księcia wołyńskiego, który zasiadł na tronie kijowskim. Światosławowi udało się uciec do Czernihowa, ale Igor został schwytany i rok później zabity.
Został zmuszony do zrzeczenia się Nowogrodu Siewierskiego na rzecz kuzynów, Iziasława i Wodzimierza Dawidowiczów. Z pomocą sojuszników Jerzego Dołgorukiego i teścia, Aepa Khana Światosław rozpoczął wojnę z kuzynami, ale został zmuszony do ucieczki do Karaczewa. Tam 16 stycznia 1147 pokonał braci Dawidowiczów.